# Monti del Darvaz
I monti del Darvaz (in russo Дарвазький хребет; trasl. Darvaz'kij chrebet) sono una catena montuosa del Pamir occidentale, in Tagikistan.
Si estendono per una lunghezza di 200 km in direzione nord-est/sud-ovest nella parte occidentale della provincia autonoma tagica del Gorno-Badachšan, al confine con i Distretti di Subordinazione Repubblicana. Costituiscono un proseguimento della catena dell'Accademia delle Scienze, situata a nord-est. Formano lo spartiacque tra i fiumi Vanč a sud-est e Obichingou a nord-ovest. Culminano a 5992 m con il Picco Arnavad. I ghiacciai dei monti del Darvaz ricoprono complessivamente una superficie di circa 750 km².